# Tetramorium gracile
Tetramorium gracile är en myrart som beskrevs av Auguste-Henri Forel 1894. Tetramorium gracile ingår i släktet Tetramorium och familjen myror. Inga underarter finns listade i Catalogue of Life.